# Joaquim Furtado
Joaquim da Silva Furtado (Penamacor, 20 de abril de 1948) é um jornalista português. No dia 25 de abril de 1974, foi quem leu o primeiro comunicado do Movimento das Forças Armadas, no Rádio Clube Português. Foi diretor de programação da RTP na década de 1990. 

## Biografia
Nascido em Penamacor em 1948, Joaquim Furtado mudou-se ainda criança para Lisboa. Furtado é casado com Maria Helena Cardoso Garcia da Fonseca, do Sabugal, Souto, é pai da apresentadora de televisão Catarina Furtado e de Marta Cardoso Garcia da Fonseca Furtado.[carece de fontes?]

## Carreira
Aos 18 anos iniciou-se no jornalismo, na Rádio Universidade, uma das criações da Mocidade Portuguesa. Foi censurado ao tentar revelar um poema de António Gedeão sobre o Natal. Segiu-se uma passagem curta pelo Rádio Clube Português, no programa Tempo Zip, uma extensão radiofónica do Zip-Zip, de Raúl Solnado, Fialho Gouveia e Carlos Cruz, mas pouco depois foi chamado para a tropa.
Ao fim de três anos regressu ao Rádio Clube. No dia 25 de Abril de 1974, com a ocupação da estação pelos militares do Movimento das Forças Armadas, foi Joaquim Furtado quem leu o primeiro comunicado oficial do movimento.
Em fevereiro de 1975, obtida a carteira profissional de jornalista, mudou-se para a Radiotelevisão Portuguesa convidado por Álvaro Guerra. Em finais da década de 1970, juntamente com Joaquim Vieira, foi o autor do programa Os Anos do Século, onde era feita uma retrospetiva analítica do século XX.
A 10 de junho de 1991, foi agraciado com o grau de Comendador da Ordem do Infante D. Henrique.
Furtado manteve-se sempre na RTP e, em finais de 1995 foi nomeado diretor-coordenador da informação e programação da RTP. Em 1998, numa altura em que já preparava a sua demissão, seria destituído pela administração da RTP, acusado de ter uma atitude de afastamento em relação à estrutura da empresa.
Foi autor da série documental A Guerra, dedicada à Guerra do Ultramar, repartida por quatro temporadas, com o total de 42 episódios, transmitida pela RTP entre 2007 e 2013, e pela qual recebeu Grande Prémio Gazeta 2007 atribuído pelo Clube dos Jornalistas.

## Filmografia
- Conversa Acabada (1981)